# Сточна гара (София)
Сточната гара (буквално: гара за стоки) в София е специализирана товарна железопътна гара.
Намира се на североизточната граница на центъра на столицата, между Централна гара София и гара Подуяне. Предназначена е за транспортна обработка на товари, включително товаро-разтоварна дейност.
От прехода към пазарна икономика след 1989 г. районът на тази гара е известен с търговията, която се върти около нея в магазини и складове за търговия на едро и дребно за строителни материали и за потребителски стоки.